# La casa stregata (Dickson)
La casa stregata (titolo originale The Plague Court Murders), è un romanzo poliziesco scritto da John Dickson Carr sotto lo pseudonimo di Carter Dickson. È il primo della serie di romanzi gialli che ha come protagonista Sir Henry Merrivale, alias H.M. - detto il Vecchio.

## Trama
Ken Blake, un avvocato, ex membro dei servizi segreti durante la guerra, incontra una sera al suo club il suo vecchio amico Dean Halliday, il quale gli racconta una storia inquietante. Plague Court, l'antica residenza della sua famiglia, da tempo disabitata, gode fama di essere infestata dallo spirito maligno di Louis Playge, aiutante del boia ai tempi dell'ultima grande epidemia di peste in Inghilterra. Ultimamente sua zia, Lady Benning, e la sua fidanzata Marion Latimer si sono fatte convincere da Roger Darworth (un medium e spiritista che riscuote grande successo, specie tra i membri dell'alta società) che la casa è effettivamente stregata e che lui è in grado di esorcizzarla con i suoi straordinari poteri. Halliday è preoccupato per l'ascendente che il medium sta acquistando specialmente su Marion. Blake gli propone di far controllare Darworth da un suo amico, l'ispettore capo Masters, che è un esperto nello smascherare falsi medium imbroglioni. I tre si recano immediatamente a Plague Court e scoprono che una seduta spiritica è già in corso; gli amici e i familiari di Halliday sono riuniti in circolo nel salotto della vecchia dimora e Darworth si è fatto rinchiudere in una casetta di pietra situata nel cortile sul retro, circondata da terreno fangoso sul quale non vi sono orme di passi. Nonostante ciò, e la sorveglianza aggiuntiva di Masters e di Blake, Darworth viene ritrovato cadavere nella casetta chiusa a chiave dall'interno, trafitto nella schiena con il pugnale di Louis Playge rubato il giorno prima da un museo. Il delitto apparentemente sovrannaturale mette in crisi la polizia, finché Blake non si rivolge al suo ex capo nei servizi segreti, Sir Henry Merrivale, il quale farà luce sul passato criminale di Darworth e sull'ingegnoso piano del suo assassino.

## Personaggi principali
- Ken Blake - avvocato, amico di Dean Halliday
- Dean Halliday - proprietario di Plague Court
- Lady Anne Benning - sua zia
- Marion Latimer - sua fidanzata
- Ted Latimer - fratello di Marion
- Maggiore William Featherton - amico di famiglia
- Roger Darworth - spiritista
- Joseph Dennis - giovane medium
- Signora Sweeney - padrona di casa di Joseph
- Bert McDonnell - poliziotto
- Humphrey Masters - ispettore capo di Scotland Yard
- Sir Henry Merrivale - il Vecchio

## Critica
"Questo romanzo del 1934, che introduce Sir Henry Merrivale, è di gran lunga il migliore della serie. [...] L'omicidio del falso medium e assassino, pugnalato a morte in una stanza chiusa a chiave, è uno dei crimini più ingegnosi elaborati da Carr, e viene dipanato in modo altrettanto ingegnoso dal mycroftiano Sir Henry Merrivale, che svolge un lavoro brillante nello scoprire quale dei gargoyle abbia commesso l'omicidio e come. È certo che nessun lettore scoprirà l'identità dell'assassino, abilmente nascosta al lettore; eppure gli indizi ci sono tutti, così come ci sono per il metodo, che, come l'identità dell'assassino, è completamente inaspettato."
Il personaggio dell'Ispettore Masters domina a tal punto la prima metà del libro che la prima edizione americana in brossura della Avon Books portava il sottotitolo "A Chief-Inspector Masters Mystery".

## Opere derivate
La RAI nel 1984 mandò in onda su Radiouno, nell'ambito della serie "I martedì della signora omicidi", un radiodramma tratto dal romanzo, dal titolo La casa stregata, per la regia di Giorgio Bandini.

## Edizioni
- Carter Dickson, La casa stregata, traduzione di Anna Maria Francavilla, collana Classici del Giallo n. 1273, Arnoldo Mondadori Editore, 2011,  p. 296.